# Ужгородський національний університет
Ужгородський національний університет (повна назва — Державний вищий навчальний заклад «Ужгородський національний університет») — український державний заклад вищої освіти у місті Ужгород.

## Загальні відомості
Ужгородський національний університет заснований 18 жовтня 1945 року. Належить до класичних університетів України, сертифікованих/затверджених за IV (вищим) рівнем акредитації (ліцензія Міністерства освіти України серії АГ № 582508).
В університеті діють 19 факультетів (біологічний, географічний, інженерно-технічний, історії та міжнародних відносин, математичний, медичний, медичний № 2, стоматологічний, економічний, здоров'я та фізичного виховання, інформаційних технологій, післядипломної освіти та доуніверситетської підготовки, суспільних наук, іноземної філології, туризму та міжнародних комунікацій, фізичний, філологічний, міжнародних економічних відносин, юридичний), 3 навчально-наукові інститути (Навчально-науковий інститут хімії та екології, Навчально-науковий інститут євроінтеграційних досліджень, Українсько-угорський навчально-науковий інститут), 107 кафедр, природничо-гуманітарний фаховий коледж, який здійснює підготовку фахівців за спорідненими спеціальностями університету.
Ужгородський національний університет входить до переліку найкращих — за показниками освітньої, наукової, міжнародної, інноваційної та інформаційної діяльності. Підтвердженням цього є зростання університету в міжнародних рейтингах, а саме: 12 місце в рейтингу Webometrics Ranking of World's Universities, також вже вдруге УжНУ увійшов до світового рейтингу World University Rankings 2025 і посів провідне місце серед 17-ти кращих університетів України. А за консолідованим рейтингом за 2024 рік від вітчизняного інформаційного освітнього ресурсу «Освіта.ua» – серед понад 200 вітчизняних університетів, що потрапили до вибірки, Ужгородськийнаціональний університет здобув 11-те місце.
В університеті працюють за основним місцем роботи 1198 науково-педагогічних працівників, серед яких 185 докторів наук та 693 кандидатів наук, докторів філософії. За сумісництвом працюють 175 осіб, у тому числі 32 докторів наук, 72 кандидатів наук, докторів філософії. Частка докторів наук становить 15,8 відсотків; кандидатів наук, докторів філософії 55,6 відсотків. 
В університеті працюють 1 академік Національної академії наук України, 2 Член-кореспонденти НАН України, 4 академіки Академії наук Вищої школи України, 11  заслужених діячів науки і техніки України, 10 заслужених працівників освіти України, 7 заслужених юристів України, 11 заслужених лікарів України, 4 заслужених винахідників України, заслужений журналіст України.
У кінці 2024 року в Ужгородському національному університеті та природничо-гуманітарному коледжі навчалися 15 146 студентів. За кошти державного бюджету здобували вищу освіту 4993 особи, а за кошти фізичних та юридичних осіб — 10153 особи.
УжНУ пропонує денну та заочну форми навчання, а підготовка фахівців здійснюється за освітньо-кваліфікаційними рівнями бакалавр, магістр і доктор філософії.

## Історія і сучасність
Шлях становлення Ужгородського національного університету як першого в історії Закарпаття закладу вищої освіти був тривалим і тернистим, а його передісторія виникнення нараховує декілька століть.
Колегіум отців-єзуїтів (1613—1773 рр.)
Датою зародження вищої освіти на Закарпатті вважають 23 листопада 1613 рік, коли наджупан комітатів Унґ і Земплин граф Георгій Другет дозволив заснувати у м. Гуменному (сучасна територія Словаччини) монастир ордену єзуїтів та колегіум (коледж/вищу гімназію) при ньому. Упродовж XVII ст. колегіум був п'ятикласним.
Ужгородська королівська католицька вища гімназія (1773—1920 рр.)
1 березня 1775 року імператриця Марія Терезія передала будівлі колишньої Ужгородської єзуїтської колегії у власність Мукачівської греко-католицької єпархії. Протягом 1783—1785 рр. неподалік колишньої єзуїтської колегії збудували нове приміщення для Ужгородської королівської католицької гімназії (зараз там розміщено Ужгородський комерційний технікум).
Ужгородська державна реальна руська гімназія (1920—1945 рр.)
У 1920 році гімназія Другетів отримала назву «Ужгородська державна реальна руська гімназія». 27 жовтня 1938 року у Празі комісія Українського академічного комітету розглянула проєкт щодо створення у Карпатській Україні університету. 9 березня 1939 року було розроблено «Проєкт Закону про заснування в м. Хуст Українського Державного Університету», який мав розпочати свою діяльність 1 жовтня 1939 року, але угорська окупація в березні цьому завадила.
Ужгородський державний університет
18 жовтня 1945 року уряд УРСР та ЦК КП(б)У ухвалили спільну постанову «Про відкриття державного університету в м. Ужгород». Спочатку у закладі вищої освіти функціонували чотири факультети: історичний, філологічний, біологічний і медичний. 1 лютого 1946 року навчання у стінах Ужгородського державного університету розпочали 160 студентів. На той період існувало 15 кафедр, де працювали 1 професор, 9 доцентів, 14 старших викладачів, 11 викладачів та 8 асистентів.
У 2000 році за вагомий внесок у розвиток національної освіти і науки Указом Президента України університету було присвоєно статус національного і перейменовано на Ужгородський національний університет із наданням четвертого рівня акредитації.
У лютому 2013 року розпорядженням Кабінету Міністрів України до Ужгородського національного університету було приєднано Закарпатський державний університет.

## Міжнародна співпраця
Ужгородський національний університет є членом Асоціації університетів Карпатського регіону (ACRU), яка входить до Асоціації європейських університетів (EUA) та є асоційованим членом Міжнародної асоціації університетів (IAU). Університет співпрацює зі 125 партнерами з різних країн, зокрема з такими, як Карлів університет, Технічний університет у м. Прага (Чехія), Університет Корвіна, Університет держави і права ім. Л. Кошута (Угорщина), Кошицький університет ім. П. Й. Шафарика, Університет ім. Я. А. Коменського (Словаччина), Університет м. Орадеа, Клузький університет м. Бабеш-Бояї (Румунія), Інститут германістики Університету м. Ландау, Університет Регенсбургу (Німеччина), Асоціація гомеопатичної медицини м. Рим (Італія), Загребський університет (Хорватія), Словацьким медичним університетом (Братислава) та іншими. У 2020 році укладено 7 нових міжнародних білатеральних угод, 7 угод з реалізації міжнародних проєктів та 8 угод з метою супроводу академічної мобільності Erasmus+.
Каталізатором здійснення міжнародної діяльності у 2020 році стала участь у міжнародних рейтингах (Times Higher Education World University Rankings, QS World University Rankings by Region, U-Multirank, UI Green Metric World University Rankings, Webometrics Ranking of World's Universities), асоціаціях та консорціумах.
Важливе значення для подальшої інтеграції в європейський науковий простір є членство ДВНЗ «УжНУ» у міжнародних асоціаціях: Magna Charta Universitatum, Дунайській конференції ректорів, Європейській асоціації університетів, Міжнародному консорціумі університетів.
Університет включено до загальноєвропейського наукового простору, юнаки та дівчата УжНУ мають змогу навчатися в провідних закладах вищої освіти Польщі, Литви, Словаччини, Угорщини, Румунії, Чехії (Поморська академія, Пряшівський університет, Університет ім. Етвеша Лоранда, Дебреценський університет та інші).
Ужгородський національний університет разом з іншими навчальними закладами України розпочав міжнародний обмін студентів та викладачів у рамках програми Erasmus+ ще у 2014-му році. Європейський Союз надає стипендії та покриває витрати учасників на навчання і проживання. Ужгородський національний університет в рамках програми Erasmus+ співпрацює зі словацькими, польськими, чеськими, угорськими, литовськими, італійськими, французькими, хорватськими, румунськими закладами вищої освіти. Починаючи з 2014 року у програмі Еразмус+ взяло участь 115 учасників академічного процесу з 15 факультетів УжНУ.
Щороку студенти УжНУ проходять практику за кордоном —  у Словаччині, Німеччині, Туреччині, беруть участь у міжнародних школах, тренінгах, мають можливість ставати стипендіатами й вигравати грантові програми академічних обмінів імені Фулбрайта (США), Європейського університету Віадріна  у Франкфурті-на-Одері для українських випускників (Німеччина), Літня міжнародна школа у Вільнюсі (Литва) та інших.
Починаючи з 2014/2015 навчального року в університеті стартувало навчання англійською мовою для іноземних студентів спеціальностей «Лікувальна справа» та «Стоматологія». У 2020-му навчальному році ця практика була поширена на всі спеціальності медичного спрямування, галузь знань «Міжнародні економічні відносини», «Готельний та ресторанний бізнес», «Міжнародне право», «Соціальна робота», «Менеджмент», «Комп'ютерна інженерія» та «Економіка». Станом на 31 грудня 2020 року в університеті навчалося 1635 іноземних студентів, здобувачів освітнього ступеня «бакалавр», «магістр». Загалом освітні послуги отримували 1724 особи, в тому числі 15 аспірантів та 38 клінічних ординаторів. Більшість іноземних студентів є громадянами Індії –1222 особи. Також в УжНУ навчаються громадяни Йорданії, Бангладеш, Нігерії, Гани, Камеруну, Мальдівів, Зімбабве, Австрії, Чехії, Словаччини, Румунії, Угорщини, США, Нідерландів та інших країн. Студентський актив представлений вихідцями з 52 країн світу.

## Наука
Наукову базу складають науково-дослідні інститути, лабораторії та центри, зокрема, НДІ фізики та хімії твердого тіла, фітотерапії, Карпатознавства, Центральної Європи, україністики ім. Мольнаря, засобів аналітичної техніки, політичної регіоналістики, мозку, травми, сімейної медицини. Діють науково-дослідні лабораторії фізичної електроніки з лабораторією космічних досліджень, охорони природних екосистем, науково-дослідницький і навчальний центр молекулярної мікробіології та імунології слизових оболонок, Центр гунгарології.
На підставі укладених угод здійснюється міжнародне співробітництво з 86 науковими установами у Словаччині, Угорщині, Румунії, Польщі, Чехії, Хорватії, Франції, Німеччині, Росії, США, Італії, Литві, Туреччині. Широке міжнародне співробітництво університету сприяє розширенню наукових досліджень у різних галузях знань: фізики, хімії, біології, медицини, філології, археології, проблем Карпатського регіону, тощо.
Рада молодих вчених УжНУ здійснює інформаційне та організаційне забезпечення участі молодих науковців і аспірантів в грантах, наукових стажуваннях, конкурсах наукових праць, конференціях. Протягом останніх років молоді вчені закладу вищої освіти неодноразово вигравали гранти Президента України та стипендії Кабінету Міністрів України для молодих учених, брали участь у міжнародних (наприклад, в Німеччині, Японії, США, Словаччині, Угорщині та інших країнах) та всеукраїнських конференціях.
Ужгородський національний університет є одним з найбільших патентовласників із захисту оригінальних технічних рішень серед вищих навчальних закладів України. За роки діяльності патентно-ліцензійного відділу одержано понад 936 охоронних  документів, зокрема науково-педагогічні працівники університету стали авторами  патентів України на винахід — 409, корисну модель — 526  та промисловий зразок — 1.

## Освіта
За 75 років в університеті вироблено власну школу викладання, наукові та освітні традиції. У ньому працює 158 докторів наук, професорів, 715 кандидатів наук, доцентів. Лише за останні роки науковці УжНУ видали 77 монографій, 16 підручників, 60 навчальних та 84 навчально-методичних посібники, 3 словники.
Університет надає широкий спектр освітніх послуг і має право на підготовку фахівців за такими освітніми та науковими ступенями: на першому (бакалаврському) рівні вищої освіти — із 70 спеціальностей;
на другому (магістерському) рівні вищої освіти — із 61 спеціальності;
на третьому (освітньо-науковому) рівні вищої освіти — із 18 спеціальностей.

## Ректори університету

Ректор Володимир Смоланка

За період з 1945 року і по даний час ректорами університету працювали:
- Добош Степан Васильович (серпень-жовтень 1945)
- Курішко Аркадій Михайлович (1945–1949)
- Ткаченко Григорій Володимирович (1949–1956)
- Ленарський Іван Іванович (1956–1961)
- Чепур Дмитро Венедиктович (1961–1977)
- Шульга Володимир Гаврилович (1977–1980)
- Лендьєл Володимир Іванович (1980–1988)
- Сливка Володимир Юлійович (1988–2004)
- Русин Василь Іванович (2004–2005)
- Вегеш Микола Миколайович (2005–2012)
- Ващук Федір Григорович (2012—2014)
- Смоланка Володимир Іванович (2014—донині)

## Відомі випускники УжНУ
За 76 років свого існування УжНУ став стартовим майданчиком для сотень випускників, які завдяки своєму вродженому таланту, здобутими в університеті знаннями та багатолітнім професійним досвідом домоглися власного визнання та прославили УжНУ далеко за межами рідного краю та й України. Вони досягли видатних результатів у науковій та професійній сферах, стали лауреатами Державних і Національних премій.
Це — доктор філологічних наук, професор, член-кореспондент НАН України, керівник відділу давньої української літератури Інституту літератури ім. Т.Шевченка НАН України, учений секретар та перший віце-президент Міжнародної асоціації україністів (1989—1999), голова Національної асоціації українознавців (1999—2002), фундатор української школи медієвістики, лавреат Державної премії ім. Тараса Шевченка (1988) Олекса Мишанич;
- доктор фізико-математичних наук, професор, академік Академії наук вищої школи, двічі лавреат Державної премії України в галузі науки і техніки, ректор УжНУ (1988—2004) Володимир Сливка;
- академік, віце-президент НАН України, директор Інституту фізичної хімії ім. Л.Писаржевського НАН України, лавреат Державної премії України в галузі науки і техніки, почесний доктор УжНУ, доктор хімічних наук, професор В'ячеслав Кошечко;
- академік НАН України, директор ІЗНХ ім. В. Вернадського НАН України, лавреат Державної премії України в галузі науки і техніки, почесний професор УжНУ, доктор хімічних наук, професор Василь Пехньо;
- ректор Волинського державного університету ім. Лесі Українки (1995—2005 рр.), лавреат Державної премії в галузі науки і техніки України, академік і лауреат нагороди Ярослава Мудрого Академії наук вищої школи України, дійсний член Нью-Йоркської Академії Наук та низки галузевих академій наук України, Соросовський професор, доктор хімічних наук, професор Іван Олексеюк.
УжНУ став alma mater для:
- міністра охорони здоров'я України (2005), народного депутата України, доктора медичних наук, професора, члена-кореспондента Академії медичних наук України Миколи Поліщука;
- доктора медичних наук, професора, керівника відділу Інституту педіатрії, акушерства та гінекології Зореслави Шкіряк-Нижник;
- члена-кореспондента НАН України, директора Інституту української мови НАН України (1998—2008 р.) Василя Німчука;
- доктора історичних наук, професора, члена-кореспондента НАН України, завідувача відділу історії, міжнародних відносин і зовнішньої політики України Інституту історії України НАН
України Степана Віднянського;
- лавреатів Національної премії України імені Тараса Шевченка письменників Івана Чендея, Петра Скунця, Дмитра Креміня, Петра Мідянки, Оксани Кишко-Луцишиної.
Низка випускників УжНУ стали провідними фахівцями у світових наукових центрах. Це, зокрема, кандидат фізико-математичних наук, пост-докторант Інституту твердого тіла (м. Юліх, ФРН) Костянтин Рущанський; науковий співробітник Аргонської національної лабораторії (м. Чикаго, США) Юрій Елінек; професор кафедри матеріалознавства Технологічного університету Чалмерса (м. Гетеборг, Швеція) Едуард Грига; професор Оклендського університету (США), доцент кафедри зоології УжНУ Тарас Олексик; кандидат фізико-математичних наук, науковий співробітник Університету Кюсю (Японія) Роман Селянич; кандидат фізико-математичних наук, науковий співробітник факультету хімії (Національний університет Сінгапуру) Микола Теличко; докторант Інституту фізики Чеської академії наук Тарас Чутора; кандидат фізико-математичних наук, науковий співробітник Інституту ядерної фізики Технічного університету (м. Дармштат, ФРН) Дмитро Симочко; доцент кафедри машинобудування, завідувач лабораторії досліджень матеріалів Університету ім. Е. Лоранда (Угорщина) Юрій Сідор.
Цей перелік видатних випускників УжНУ можна продовжувати.

## Структура
- Біологічний факультет
- Географічний факультет
- Економічний факультет
- Інженерно-технічний факультет
- Медичний факультет
- Медичний факультет № 2
- Стоматологічний факультет
- Факультет здоров'я та фізичного виховання
- Факультет іноземної філології
- Факультет історії та міжнародних відносин
- Факультет інформаційних технологій
- Факультет математики та цифрових технологій
- Факультет міжнародних економічних відносин
- Факультет післядипломної освіти та доуніверситетської підготовки
- Факультет суспільних наук
- Факультет туризму та міжнародних комунікацій
- Фізичний факультет
- Філологічний факультет

- Юридичний факультет

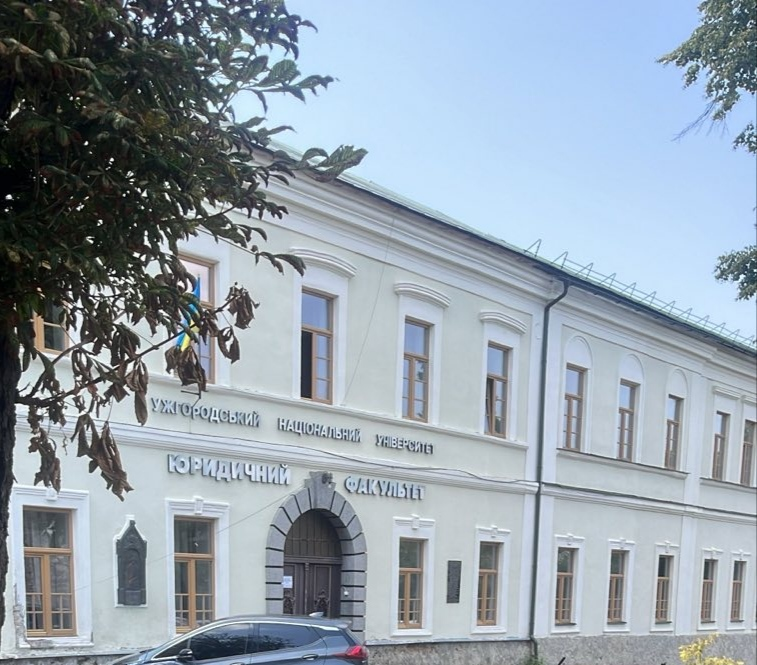
Юридичний факультет Ужгородського національного університету

- Навчально-науковий інститут хімії та екології
- Українсько-угорський навчально-науковий інститут
- Навчально-науковий інститут євроінтеграційних досліджень
- Природничо-гуманітарний коледж

### Військовики
- Постолакі Віталій Андрійович (1965—2015) — майор Збройних сил України, учасник російсько-української війни.
- Парада Валерія Борисівна — полковник збройних сил, учасник миротворчих операцій ООН та російсько-української війни.
- Ференці Руслан Іванович (1981—2022) — сержант Збройних Сил України, учасник російсько-української війни.

## Цікаві факти
- Лише в цьому університеті серед закладів вищої освіти країн СНД є кафедра словацької філології
- У приміщенні головного корпусу університету у червні 2013 року встановлено маятник Фуко.
- В УжНУ навчається близько 400 іноземних студентів із 15 країн світу.
- Кожна третя молода людина в місті Ужгороді — студент УжНУ.
- Наукова бібліотека університету налічує понад 1 мільйон 700 тисяч документів.
- Бібліотека УжНУ зберігає 32 інкунабули — перші друковані книги, що побачили світ до 1500 року.
- У Ботанічному саду університету росте секвоя гігантська, що є найвищим і одним із найстаріших видів дерев на Землі.
- Зоологічний музей має найкращу в Центральній Європі колекцію хижих птахів і сов (215 експонатів).
- Археологи УжНУ були першовідкривачами стоянки первісної людини епохи палеоліту поблизу селища Королево, яка є пам'яткою європейського значення.
- У Лабораторії космічних досліджень — одній із трьох станцій оптичних спостережень за штучними супутниками Землі — розташований найвищий в Україні телескоп.
- В УжНУ діє найвисокогірніша в Україні біобаза «Колочава».
- Один із трьох в Україні класів і місць доступу для осіб із вадами зору.
- Студенти УжНУ 16 вересня 2015 року встановили рекорд з наймасовішого підкорення Говерли. На її вершину піднялися 416 осіб.